# Sarrebourg
Sarrebourg (Duits: Saarburg in Lothringen) is een gemeente in het Franse departement Moselle  (regio Grand Est) en telde op 1 januari 2022 12.274 inwoners die Bourges worden genoemd. De plaats maakt deel uit van het arrondissement Sarrebourg-Château-Salins.

## Geschiedenis
Al in de Romeinse tijd was er bewoning op de rechteroever van de Saar bij een oversteek. Vermoedelijk was hier een houten brug, Pons Saravi. In 1875 werd een Mithratempel opgegraven met daarin een altaar geschonken door Marceleus Marianus. Ook werden bij preventieve archeologische kernen van bewoning en twee necropolissen gevonden. De plaats bleef bewoond en in de 8e eeuw werd in Castrum Saraburgum munt geslagen.
Sarrebourg was al vroeg een belangrijk handelscentrum, een centrum voor de productie van aardewerk en een religieus centrum met verschillende kloosters. In 1256 kreeg Sarrebourg een stadsmuur. De stad hoorde in de Middeleeuwen toe aan de bisschoppen van Metz en vanaf 1464 aan de hertogen van Lotharingen. Tijdens de Dertigjarige Oorlog werd de stad belegerd door de Zweden en moest ze een groot losgeld betalen. In 1661 werd de stad Frans. Pas in de 18e eeuw kwam de stad de schade door het oorlogsgeweld te boven en kwam ze terug tot bloei. De stad groeide door de aanwezigheid van een garnizoen en door de komst van industrie. In 1852 kwam de spoorweg. Tussen 1871 en 1918 was de stad Duits.

## Geografie
De oppervlakte van Sarrebourg bedroeg op 1 januari 2022 16,4 vierkante kilometer; de bevolkingsdichtheid was toen 748,4 inwoners per km². De Saar stroomt door de gemeente. De rivier Bièvre vormt de grens met de gemeente Réding. De gemeente ligt op de overgang tussen de Vogezen en het plateau van Lotharingen.

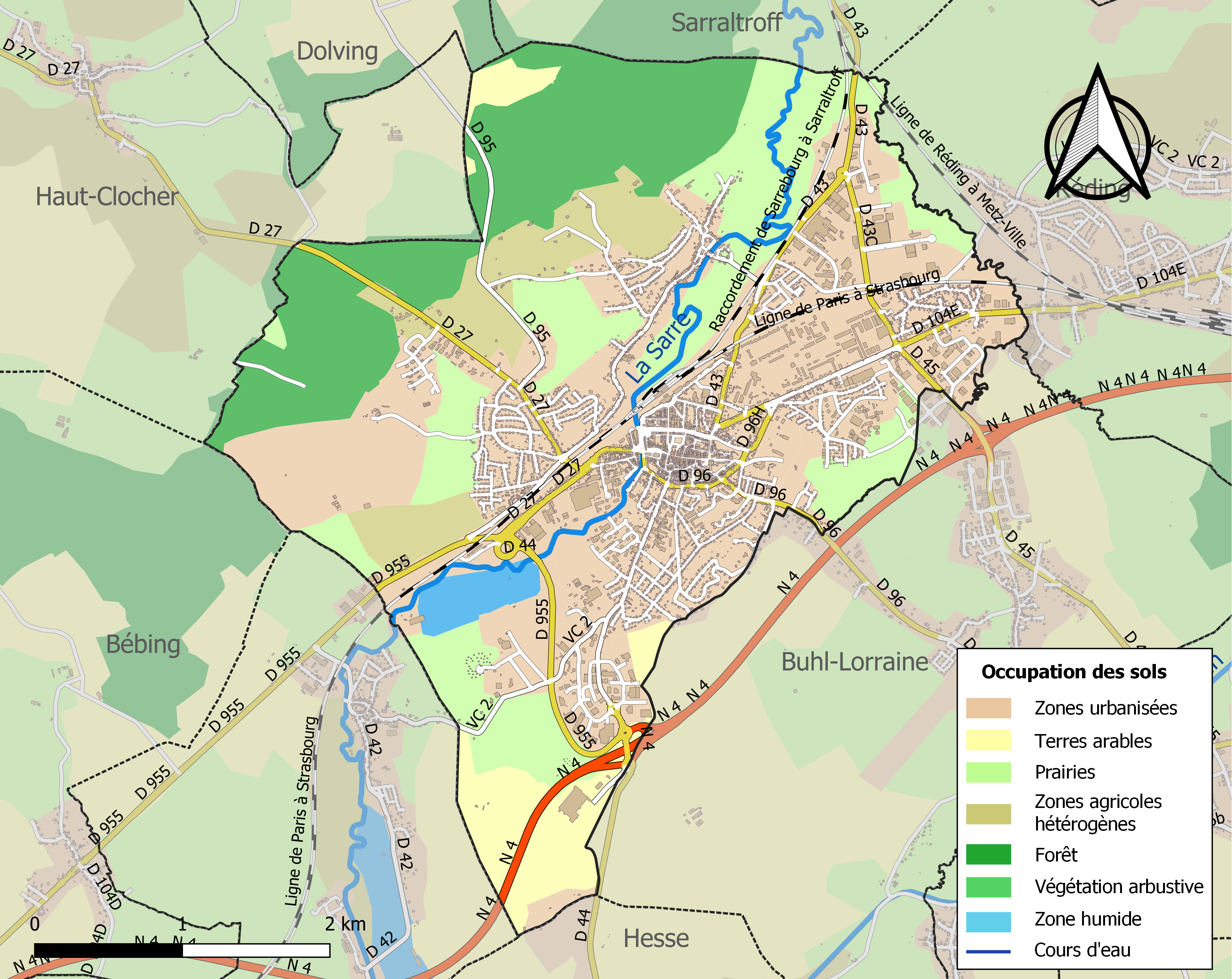
Kaart van de gemeente met de belangrijkste infrastructuur, bodemgebruik en omliggende gemeenten

## Bezienswaardigheden
- Villa Weiherstein (19e eeuw)
- Synagoge (19e eeuw)
- Hôtel Custine (17e eeuw), stadhuis en justitiepaleis
- Hôtel Saintignon (18e eeuw)
- Kerk van Saint-Barthélemy (18e en 19e eeuw)
- Franciscaner kapel (12e eeuw)

## Verkeer en vervoer
In de gemeente ligt spoorwegstation Sarrebourg.

## Demografie
Onderstaande figuur toont het verloop van het inwonertal (bron: INSEE-tellingen).

## Geboren
- Yohan Croizet (1992), voetballer

## Stedenband
- Saarburg